# 世界価値観調査
世界価値観調査（せかいかちかんちょうさ、WVS、World Values Survey）は世界の異なる国の人々の社会文化的、道徳的、宗教的、政治的価値観を調査するため、社会科学者によって現在行われている国際プロジェクトである。調査の結果はインターネットによって閲覧できる。

## 歴史
世界価値観調査は1981年に欧州価値観調査（EVS、European Values Study）から誕生した。EVSの調査方法を欧州以外の14カ国に応用したが、1981年の調査は世界のわずか22カ国しかカバーしていなかった。EVSは Jan Kerkhofs と Ruud de Moor の指導の下行われ、オランダのティルブルグ大学（Tilburg University）に拠点を置いている。ミシガン大学のロナルド・イングルハート（Ronald Inglehart）は調査の世界的拡張に貢献した。
調査は約5年間隔で質問票・調査方法をそろえて実行されるが、実施年は各国により何年かずれるのが通例で、一つの調査を「波」と称する。2012年現在の最新は第6波で、各国ごとの成果は公表されているところがあるが、世界価値観調査サイトでの公開は第5波までである。これを用いた価値観の変化の時系列調査もこのプロジェクトの目的の一つとなっている。

## 調査方法と範囲
WVS は面接での詳細なアンケートによって行われる。WVS のウェブサイトでこれらのアンケートをすべて見ることができる。最新の調査におけるアンケートでは約250の質問が行われた。各国で1000人から3500人にアンケートを施し、第四回の調査では一カ国当たり平均1330人、世界累計で約92000人にアンケートが行われた。
しかし、各国によるサンプルの抽出方法が同一でないことに留意する必要がある。スロベニアの社会科学者アダムは、ヨーロッパの2001年の価値観調査結果と欧州社会調査（European social survey）の2002/2003年の調査結果にかなりの違いがあることを示唆している。

## 調査結果

政治学者 Ronald Inglehart と Christian Welzel が WVS の結果を元に作成した。縦軸が Traditional / Secular-Rational Values、横軸が Survival / Self Expression Values。

WVS のアンケートはおよそ250の質問から成り、400から800の変数が導出される。以下はその変数の一つ。
- 幸福度（Happiness)：各国の幸福度が WVS によって求められ、マスメディアに広く引用された[3]。人気のある統計サイト NationMaster は WVS のデータに基づいた簡単な世界幸福度を発表している[4]。WVSのウェブサイトは年代間や社会経済集団間の幸福度の比較といった、より詳細な分析を行っている[5]。WVS によって測定された幸福度の最も印象的な変化は1990年代におけるロシアと東ヨーロッパ諸国の国民の幸福度の大幅な下落であった。

- イングルハート-ヴェルツェル図[6]（Inglehart-Welzel Map）：この図は WVS の結果における最も有名なものの一つである。いくつかの変数を二次元の変数（"伝統的-世俗的" と "サバイバル-自己表現"）に圧縮したとき、世界の国々は特定の文化的な地方に分けることができる（右図参照）。なお、この図によると日本社会は最も非宗教的となっている。また、この図で表されている伝統-世俗的の変数には、宗教以外にも、親子間の絆、伝統的家族関係、権威への服従、離婚・中絶・安楽死・自殺への抵抗感、自国への誇り、ナショナリズムなどが関連している。伝統的価値観の変数が高い文化ほど、そういった価値観を重要視すると説明されている。[6]

さらに、サバイバル-自己表現変数の自己表現方向への変化は、近代化・産業化に伴い、経済的・物質的充足よりも、精神性・自己実現の充足を重視する知識社会へのシフトが見られる事を表している。自己表現変数の上昇は、性の平等、価値観の多様性、同性愛者や外国人といったマイノリティーへの寛容性、環境への配慮、社会的信頼や穏健な価値観の高まりと関係し、まさにそういった価値観こそが民主主義の中心的価値観であると論じられている。